# Anorak
En anorak er oprindeligt inuitternes vindtætte overtøj, der kan trækkes over hovedet og har fastsyet hætte og oprindelig blev den lavet af pelsværk. Fra midten af 1800-tallet blev bomuldsstof kendt i Grønland, hvorefter man ofte brugte det til anorakker de kulørte til hverdag mens sorte og senere hvide om søndagen og ved højtider.
Anorakken kom til det øvrige Europa og USA ca. 1955.
| Tøj | Spire Denne artikel om tøj, sko eller lignende er en spire som bør udbygges. Du er velkommen til at hjælpe Wikipedia ved at udvide den. |